# 필리핀 민주당 - 인민의 힘

필리핀 민주당 - 인민의 힘(Partido Demokratiko Pilipino-Lakas ng Bayan, PDP–Laban)은 필리핀의 좌익대중주의, 민주사회주의 정당이다.